# Rio Cigna
Il Rio Cigna è un corso d'acqua affluente del Torrente Ugione a carattere fortemente torrenziale, completamente integrato nel comune di Livorno. Il regime molto basso fa sì che d'estate il rio si secchi completamente; le piene torrenziali si verificano in inverno ed in primavera.

## Il corso del Rio Cigna
Il Rio Cigna nasce presso la frazione livornese di Limoncino, sul versante ovest del Monte "La Poggia", a 120 metri sul livello del mare. Nel primo tratto viene chiamato Rio Cigno.
Grazie ad una discesa rapida, in un solo chilometro scende fino a 50 metri, raggiungendo una vecchia fabbrica di Cheddite. Mentre intraprende una lenta curva verso nord, attraversa nell'ordine le località di Panche e Salviano. Da qui in poi il corso d'acqua assume la denominazione di Rio Cigna, mentre il letto diventa un fosso ben scavato, con sponde in calcestruzzo armato.
Nei 3 chilometri a seguire, il Rio passa parallelamente alla Stazione di Livorno e al quartiere Cigna, dove riceve il suo unico affluente, il Rio Cignolo. Intraprende poi una curva verso ovest, presso la località di Santo Stefano ai lupi per poi aggirare l'omonimo cimitero.
Ormai presso il porto, il Rio Cigna confluisce nel Torrente Ugione (4 m s.l.m.) prima che questo, a sua volta, si riversi nella darsena Ugione, una delle più interne del Porto di Livorno.

## Luoghi attraversati
- Limoncino
- Fabbrica di Cheddite
- Salviano
- Porta a terra
- Stazione di Livorno Centrale
- Quartiere Cigna
- Cimitero comunale dei Lupi
- Porto di Livorno
- Torrente Ugione